# Macaranga hurifolia
Macaranga hurifolia là một loài thực vật có hoa trong họ Đại kích. Loài này được Beille mô tả khoa học đầu tiên năm 1908.